# Chase Center
A Chase Center egy sportcsarnok San Francisco Mission Bay szomszédságában, Kaliforniában. Az aréna a Golden State Warriors (National Basketball Association) és esetenként a  San Francisco Dons otthona. A Warriors 1971 és 2019 között az Oakland Arenában játszotta hazai mérkőzéseit. A Chase Center 2019. szeptember 6-án nyílt meg, befogadóképessége 18,064 fő.
Az aréna része a Warriors edzőközpontja, a Biofreeze Performance Center.

## Építkezés

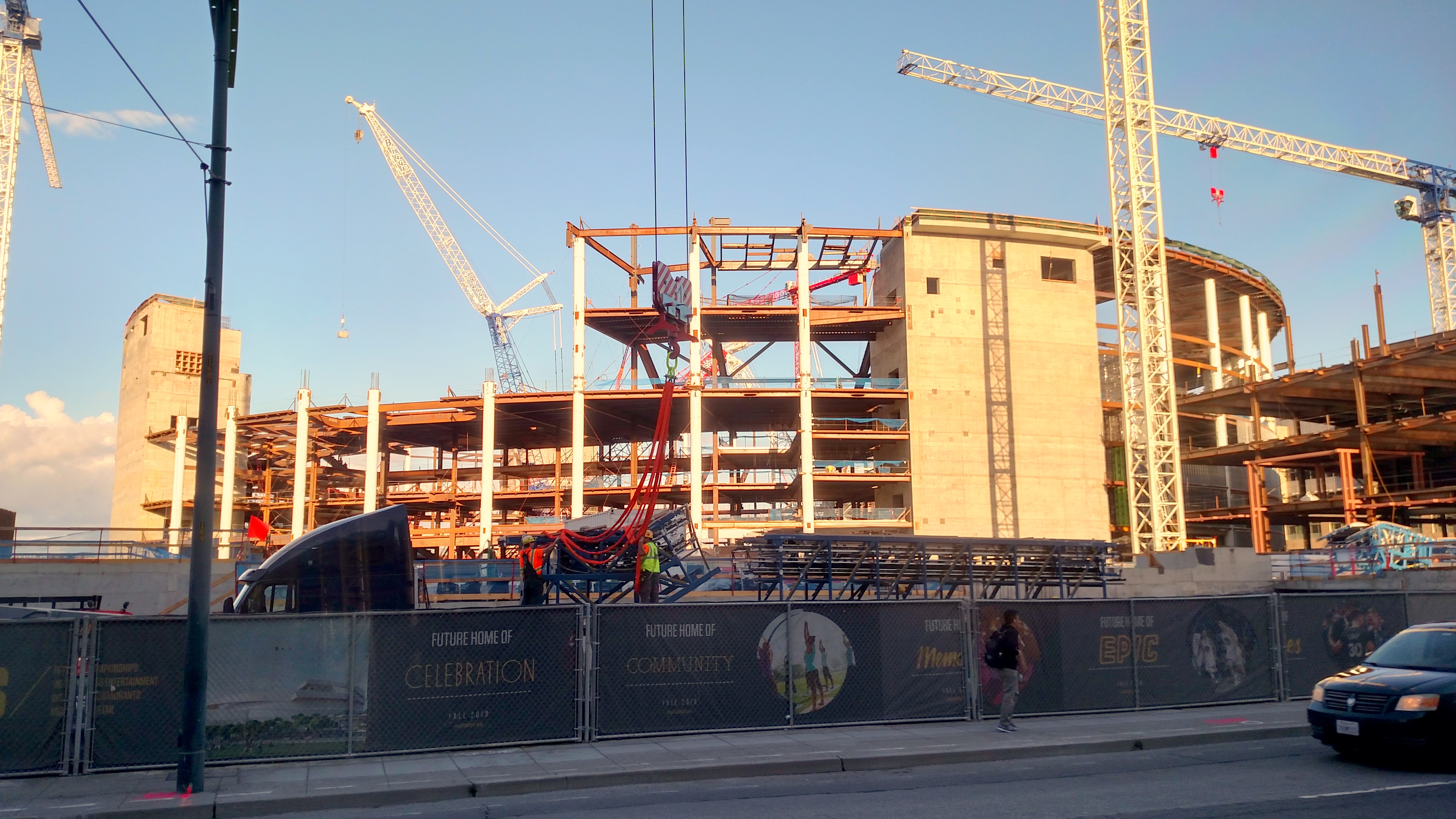
Az építkezés alatt lévő csarnok.

Az új csarnok tervét először 2012. május 22-én mutatta be a tervezett helyszínen Ed Lee, San Francisco polgármestere, David Stern, az NBA biztosa, Gavin Newsom, Kalifornia helyettes kormányzója, városi tisztviselők, illetve Joe Lacob és Peter Guber, a csapat tulajdonosai. A tervek szerint San Francisco Pier 30 és Pier 32 között lett volna, 500 millió dolláros költségből, 17 ezer helyett 19 ezer fős befogadóképességgel. Egy hónappal később a South Beach-Rincon-Mission Bay szomszédság kritizálta a tervet, azt mondva, hogy egy második sportligás stadion megépítését követően a terület nem lenne továbbra családbarát. Art Agnos, San Francisco korábbi polgármestere elkezdett a tervezet ellen beszélni gyűléseken, mondván, hogy városon kívüli milliárdosok voltak a projekt mögött. 2013. december 30-án beadtak egy indítványozást "Waterfront Height Limit Right to Vote Act" néven.
2014. április 19-én a Warriors elhagyta a tervezetet és megvettek egy 12 holdas területet a Mission Bay szomszédságban. A privát finanszírozással épült aréna tervezői a MANICA Architecture volt, a 2019-es szezon kezdetére tervezték befejezni. Az építkezés végül 2017 januárjában kezdődött meg.
2015 áprilisában a Mission Bay-i helyszínt ellenezte a Mission Bay Alliance, amely a forgalom megemelkedését, a kevés parkolási lehetőséget és a terület jobb felhasználását jelölte meg indokoknak.
2016. január 28-án bejelentették, hogy a JPMorgan Chase megvásárolta az aréna névjogait.

## Problémák

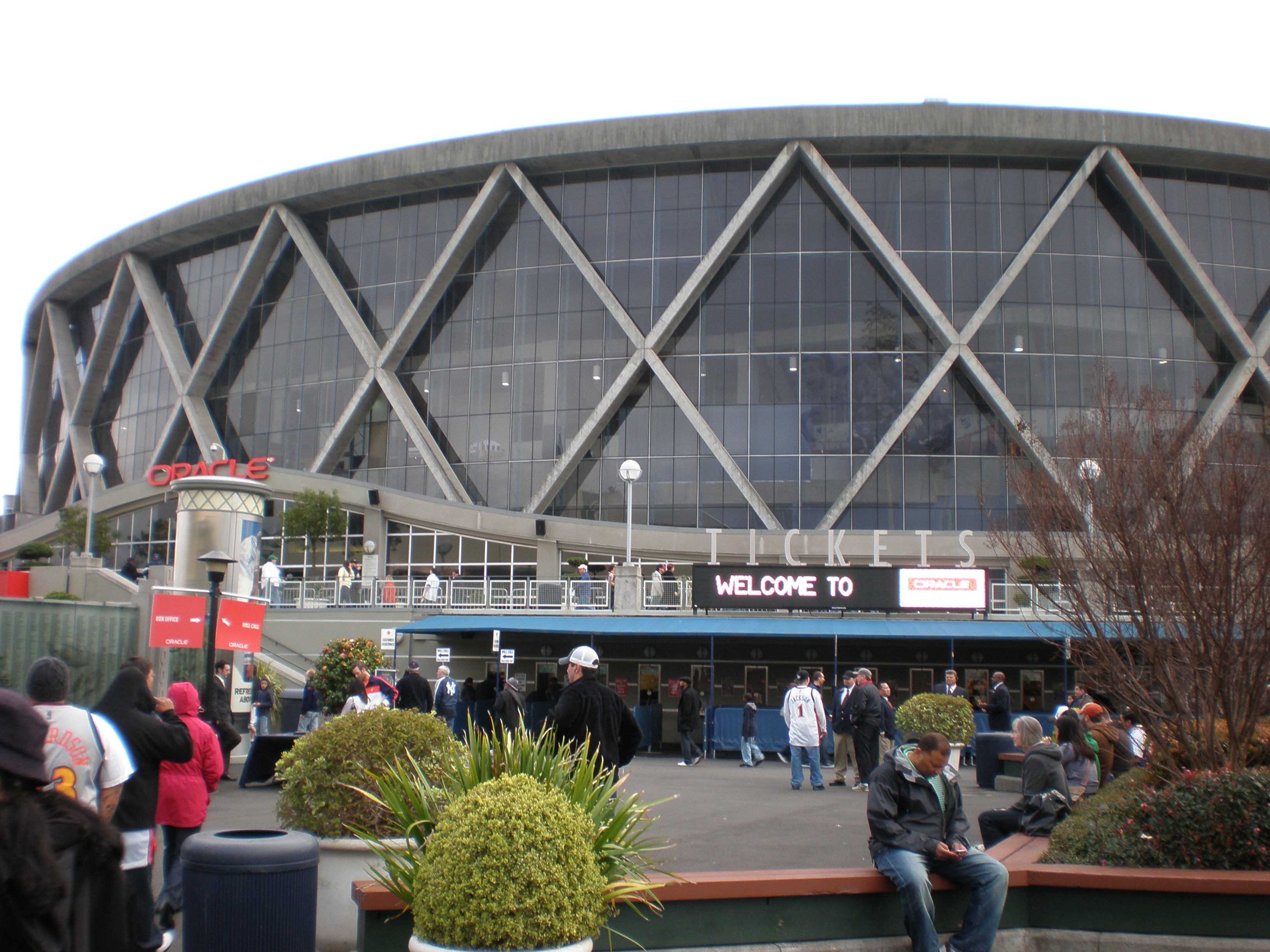
A Warriors előző otthona, az Oakland Arena.

Több lakos is úgy érezte, hogy a Warriors új arénája a dzsentrifikáció egy példája. Ezek mellett sokak, akik az Oakland Arenában eltöltött évek alatt támogatták a Warriors-t, úgy érezték, hogy a csapat elárulta őket azzal, hogy San Franciscóba költöztek. Az új aréna ezek mellett költséget jelentett volna az adófizetőknek San Franciscóban és Oaklandben is.
A 2018-as San Francisco-i választásokon a Proposition I elnevezésű indítványozásra is lehetett szavazni, amely megakadályozta volna nagy történettel rendelkező sportcsapatok áthelyezését, amely közvetlen válasz volt a Warriors távozására. A Proposition I végül sikertelen volt, 97,863 szavazat ellenében 130,916-an szavaztak ellene.
2020. március 10-én San Francisco városa betiltotta az összes 1000 fő feletti eseményt a Covid19-pandémia miatt. A Warriors ezt követően bejelentette, hogy március 12-től hazai mérkőzéseiket zárt ajtók mögött fogják játszani. Március 11-én viszont az NBA bejelentette, hogy felfüggesztik a 2019–2020-as szezont.

## Tömegközlekedés

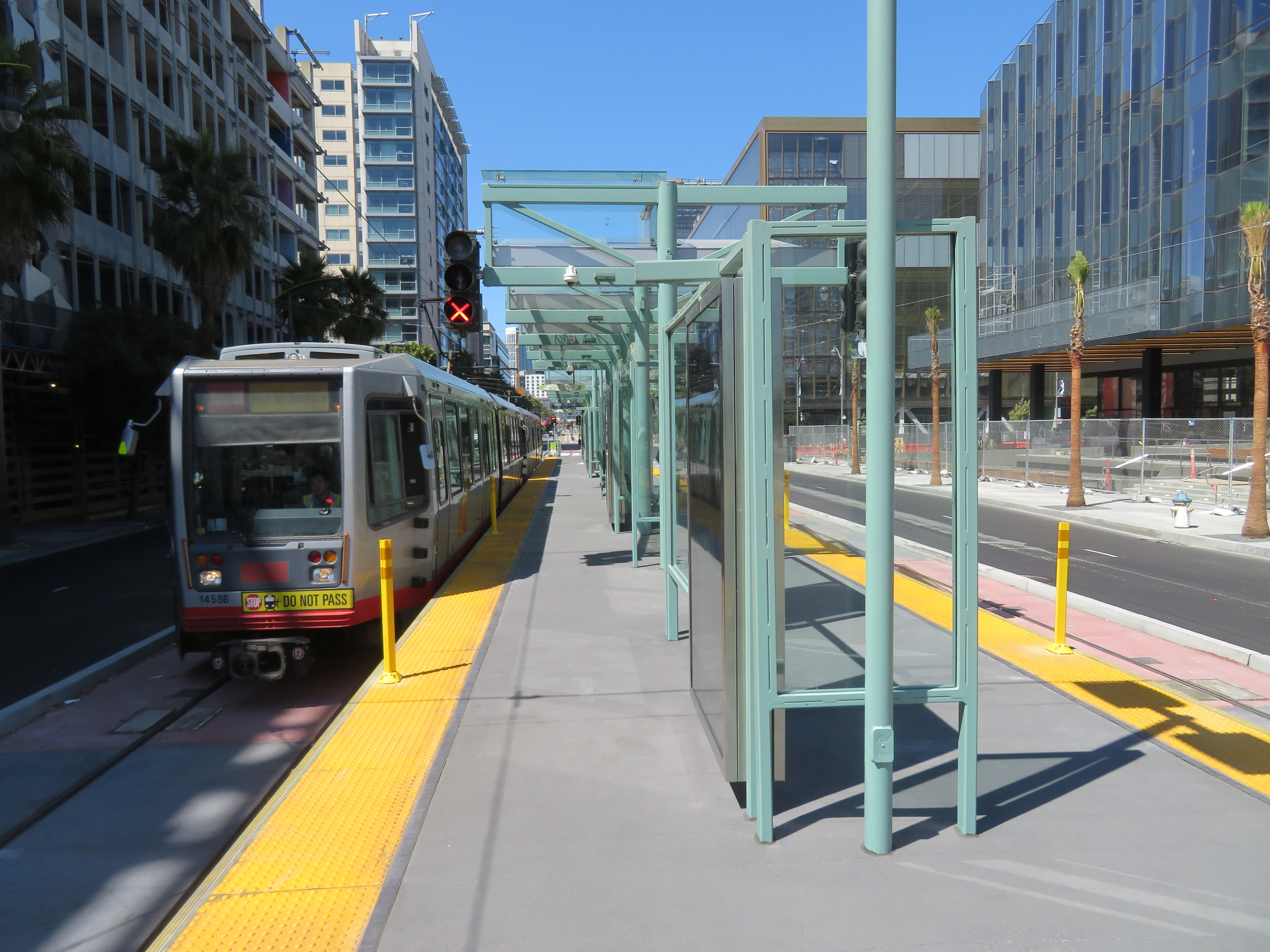
A UCSF vonal Chase Center megállója

- San Francisco Municipal Railway
- UCSF: Chase Center megálló
- Golden Gate komp
  - Larkspur komp
- San Francisco Bay komp
  - Alameda/Oakland komp
  - South San Francisco komp